# 536
Évszázadok: 5. század – 6. század – 7. század
Évtizedek: 480-as évek – 490-es évek – 500-as évek – 510-es évek – 520-as évek – 530-as évek – 540-es évek – 550-es évek – 560-as évek – 570-es évek – 580-as évek
Évek: 531 – 532 – 533 – 534 –  535 – 536 – 537 – 538 – 539 – 540 – 541

## Események
- Az év elején vagy az előző évben egy hatalmas vulkánkitörés miatt (feltételezhetően Izlandon[1]) 2,5 °C-kal csökken az átlaghőmérséklet Európában és világszerte több évig tartó lehűlést okoz. Az atmoszférába került nagy mennyiségű vulkáni hamu felfogja a napfényt, amelynek ereje érezhetően gyengül, sok helyen áttetsző, száraz ködöt jelentettek. A termés jóval kisebb a szokásosnál, éhínségek kezdődnek. Kínában augusztusban hó esett.

### Bizánci Birodalom
- I. Agapetus pápa megérkezik Konstantinápolyba, hogy Theodahad osztrogót király megbízásából békéért folyamodjon. Iusztinianosz császár ragaszkodik a háború folytatásához. Agapetus megfosztja hivatalától a monofizita I. Anthimoszt, Konstantinápoly pátriárkáját, és felszenteli az új pátriárkát, Ménaszt. Agapetus megbetegszik és meghal. Utódjául Silveriust (Hormisdas pápa fiát) választják Rómában.[2]
- Az év tavaszán az újonnan meghódított észak-afrikai tartományban a katonaság egy bizonyos Sztotzasz vezetésével fellázad Szolomón kormányzó ellen, aki nem hajlandó visszaadni a katonák vandál feleségeitől korábban elkobzott földbirtokokat. Szolomón az éj leple alatt egy csónakban kénytelen menekülni Karthágóból, majd Szicíliára hajózik, ahol Belisarius főparancsnok éppen az itáliai hadjáratára készül. Belisarius száz válogatott emberével visszakíséri Szolomónt Karthágóba, ahol a híres hadvezér érkeztére a várost ostromló 9 ezer lázadó visszavonul. Belisarius mindössze kétezer katonával utoléri és a Bagradasz folyónál szétszórja őket, majd nem üldözi a Numidiába menekülő felkelőket, hanem visszatér Szicíliába, hogy folytassa háborúját az osztrogótok ellen. Iusztinianosz császár Szolomón helyett unokaöccsét, Germanoszt nevezi ki a tartomány élére.
- A gótok ellentámadást indítanak Dalmáciában, ahol a Mundus vezette bizánciak az előző évben elfoglalták Salonát. Mundus legyőzi őket, de üldözésük közben halálos sebet kap. A vezér nélkül maradt bizánci csapatok kiürítik Dalmáciát, de miután Constantinanus személyében új parancsnokot kapnak, kiűzik az oda időközben bevonuló gótokat.
- Belisarius átkel a Messinai-szoroson, elfoglalja Rhegiumot és Nápoly felé indul. A város ellenáll, de egy hónapos ostrom után a bizánci katonák egy elhagyott vízvezetéken át bejutnak a falak mögé. Nápolyt kifosztják. Ezek után Róma kinyitja kapuit a bizánciak előtt és december 7-én Belisarius a Porta Asinarián át bevonul a városba.
- Az osztrogót arisztokrácia fellázad a tehetetlen Theodahad király ellen és meggyilkolják. Ezután a gyilkosságot megszervező Vitigest királyukká választják. Vitiges feleségül veszi Amalasuintha királynő egyetlen, még életben levő lányát, Matasunthát, hogy legitimálja uralmát; ezt követően nagy sereget gyűjt és katonai segítségért cserébe átadja a frankoknak Provence-t és Felső-Alemanniát (a mai Svájc Bodeni-tótól és a Rajnától délre eső részét). Belisarius, aki erőit nem érzi elégségesnek a nyílt összecsapásra, felkészíti Rómát az gótok ostromára és erősítést kér a császártól.
- Konstantinápolyban elkészül a kis Hagia Szophia templom.

### Kína
- Kao Huan az észak-kínai Keleti Vej dinasztia hadvezére (és a hatalom tényleges birtokosa) betör Nyugati Vej területére, elfoglalja Hszia tartományt, és kimenekíti csapdába esett szövetségesét, Cao Nit. Több nyugati veji főnemes átáll az ő oldalára. Ebben az évben Kao Huan főminiszterré nevezi ki 14 éves fiát, Kao Csenget. Szövetséget akar kötni a zsuanzsuanokkal és hercegnőt ad feleségül a kánnak, de a kán ezután a Nyugati Vejtől is kap egy feleséget.

### Japán
- 70 éves korában meghal Ankan császár. Mivel fia nincs, utódja öccse, Szenka.

## Születések
- Euagriosz Szkholasztikosz, bizánci történetíró

## Halálozások
- január 25. – Ankan, japán császár
- április 22. – I. Agapetus, római pápa[2]
- Theodahad, osztrogót király
- Mundus, bizánci hadvezér

## Fordítás
- Ez a szócikk részben vagy egészben  a(z)   536 című angol Wikipédia-szócikk ezen változatának fordításán alapul.  Az eredeti cikk szerkesztőit annak laptörténete sorolja fel. Ez a jelzés csupán a megfogalmazás eredetét és a szerzői jogokat jelzi, nem szolgál a cikkben szereplő információk forrásmegjelöléseként.